# Ricard Cardús
Ricard Cardús González (Barcellona, 18 marzo 1988) è un pilota motociclistico spagnolo ritiratosi dall'attività agonistica.

## Carriera
Ricard è nipote di Carlos Cardús, vicecampione mondiale della classe 250 del 1990.

### Gli inizi e Classe 125
Nel 2007 ha ricevuto due wild card per partecipare, nella classe 125, ai Gran Premi della Repubblica Ceca e del Portogallo, correndo su Aprilia del team RACC. Anche nel 2008 ottiene due wild card per partecipare, in 125, al Gran Premio di Catalogna e al quello della Comunità Valenciana, correndo su una Derbi del team Andalucia. Nello stesso anno ha partecipato al campionato Europeo Velocità in quella stessa classe arrivando al terzo posto.

### Moto2
Nel 2010 corre in Moto2 il Gran Premio di Catalogna con la Suter MMX del team Viessmann Kiefer Racing in sostituzione dell'infortunato Stefan Bradl. Dal Gran Premio di Germania diventa pilota titolare nel Maquinza-SAG Team, al posto di Bernat Martínez. Non ottiene punti. In questa stagione è costretto a saltare il Gran Premio della Malesia per infortunio. Nel 2011 passa al team QMMF Racing con una Moriwaki MD600; il suo compagno di squadra è Mashel Al Naimi. In questa stagione è costretto a saltare i Gran Premi di Catalogna e Gran Bretagna per un infortunio e i Gran Premi di Malesia e Comunità Valenciana a causa della frattura del polso sinistro rimediata nelle prove libere del GP della Malesia.

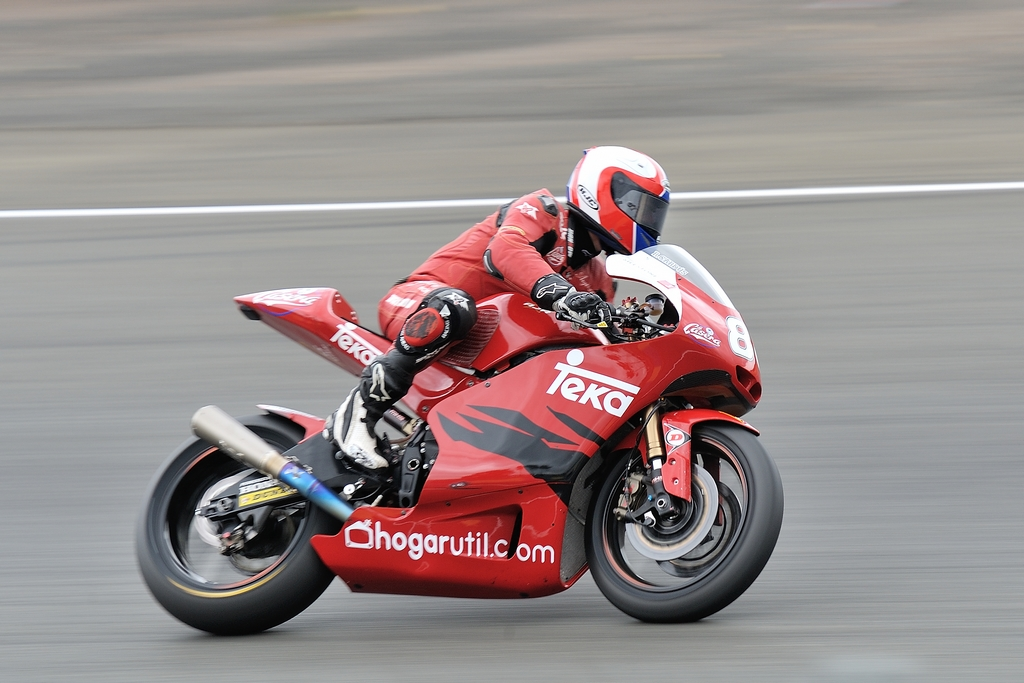
Cardús alla guida della AJR del team Arguiñano Racing, durante la stagione 2012.

Nel 2012 passa al team Arguiñano Racing, che gli affida una AJR. Ottiene come miglior risultato un tredicesimo posto in Germania e termina la stagione al 25º posto con 10 punti. In questa stagione è costretto a saltare i Gran Premi di Repubblica Ceca, San Marino e Aragona per la lussazione della spalla destra rimediata nelle prove libere del GP della Repubblica Ceca. Nel 2013 passa al team NGM Mobile Forward Racing, che gli affida una Speed Up SF13. Ottiene come miglior risultato un dodicesimo posto in Australia e termina la stagione al 23º posto con 9 punti. Nel 2014 corre i Gran Premi di Qatar, Americhe, Argentina, Spagna, Francia, Italia, Catalogna e Olanda in sostituzione dell'infortunato Alex Mariñelarena sulla Tech 3 Mistral 610, per poi prenderne definitivamente il posto dal Gran premio di Germania. Ottiene come miglior risultato un settimo posto in Catalogna e termina la stagione al 18º posto con 45 punti.
Nel 2015 corre i primi nove GP in calendario senza conseguire punti, viene pertanto sostituito dal team Tech 3 con Xavier Vierge a partire dal GP di Indianapolis. Ritorna a competere nello stesso campionato a partire dal GP della Repubblica Ceca, prendendo il posto di Ratthapark Wilairot in seno al team JPMoto Malaysia con una Suter MMX2. Chiude la stagione al ventiquattresimo posto finale con 20 punti. Torna a disputare una gara mondiale nel 2016 andando a sostituire l'infortunato Efrén Vázquez alla guida Suter MMX2 messa in pista dal team JPMoto Malaysia, nel Gran Premio d'Italia. Chiude la gara in diciannovesima posizione, non ottenendo punti validi per la classifica piloti. Nella stessa stagione disputa tre prove nel CEV Moto2 dove, in sella ad una Transfiomers, ottiene una vittoria e altri due piazzamenti a podio. 
Nel 2017 disputa il Gran Premio del Qatar della classe Moto2 con la Speed Up in sostituzione dell'infortunato Axel Bassani. Successivamente partecipa ai Gran Premi delle Americhe, di Spagna e di Francia in sella alla KTM Moto2 del team Red Bull KTM Ajo in sostituzione dell'infortunato Brad Binder. Corre anche il GP della Comunità Valenciana in sostituzione dell'infortunato Thomas Lüthi sulla Kalex del team CarXpert Interwetten. Totalizza 7 punti che gli consentono di classificarsi al 29º posto nella classifica piloti. Contesualmente al mondiale, gareggia nel CEV Moto2 dove ottiene quattro vittorie e chiude al secondo posto. Nel 2018 viene ingaggiato dalla casa motociclistica austriaca KTM, come collaudatore di Moto2.
Terminata la propria carriera agonistica intraprende il ruolo di commentatore televistivo per l'emittente catalana TV3.

## Risultati nel motomondiale
| 2007 | Classe | Moto    |  |  |  |  |  |  |  |  |  |  |    |    |  |    |  |  |  |  | Punti | Pos. |
| ---- | ------ | ------- |  |  |  |  |  |  |  |  |  |  | -- | -- |  | -- |  |  |  |  | ----- | ---- |
| 2007 | 125    | Aprilia |  |  |  |  |  |  |  |  |  |  | NE | 23 |  | NP |  |  |  |  | 0     |      |

| 2008 | Classe | Moto  |  |  |  |  |  |  |    |  |  |  |    |  |  |  |  |  |  |     | Punti | Pos. |
| ---- | ------ | ----- |  |  |  |  |  |  | -- |  |  |  | -- |  |  |  |  |  |  | --- | ----- | ---- |
| 2008 | 125    | Derbi |  |  |  |  |  |  | 26 |  |  |  | NE |  |  |  |  |  |  | Rit | 0     |      |

| 2010 | Classe | Moto           |  |  |  |  |  |  |    |     |    |    |     |    |     |    |     |     |     |    | Punti | Pos. |
| ---- | ------ | -------------- |  |  |  |  |  |  | -- | --- | -- | -- | --- | -- | --- | -- | --- | --- | --- | -- | ----- | ---- |
| 2010 | Moto2  | Suter e Bimota |  |  |  |  |  |  | 23 | Rit | NE | 24 | Rit | 20 | Rit | 27 | Inf | Inf | Rit | NP | 0     |      |

| 2011 | Classe | Moto     |    |    |    |     |    |     |    |    |    |    |    |    |    |    |     |    |    |     | Punti | Pos. |
| ---- | ------ | -------- | -- | -- | -- | --- | -- | --- | -- | -- | -- | -- | -- | -- | -- | -- | --- | -- | -- | --- | ----- | ---- |
| 2011 | Moto2  | Moriwaki | 17 | 22 | 14 | Rit | NP | Inf | 19 | 22 | 28 | NE | 22 | 19 | 21 | 25 | Rit | 17 | NP | Inf | 2     | 31º  |

| 2012 | Classe | Moto |    |    |    |     |    |    |    |    |    |    |    |    |     |     |    |    |    |    | Punti | Pos. |
| ---- | ------ | ---- | -- | -- | -- | --- | -- | -- | -- | -- | -- | -- | -- | -- | --- | --- | -- | -- | -- | -- | ----- | ---- |
| 2012 | Moto2  | AJR  | 24 | 19 | 15 | Rit | 19 | 23 | 18 | 13 | 15 | NE | 14 | NP | Inf | Inf | 21 | 14 | 16 | 15 | 10    | 25º  |

| 2013 | Classe | Moto     |     |    |    |    |    |    |    |    |    |    |    |    |     |    |    |    |    |    | Punti | Pos. |
| ---- | ------ | -------- | --- | -- | -- | -- | -- | -- | -- | -- | -- | -- | -- | -- | --- | -- | -- | -- | -- | -- | ----- | ---- |
| 2013 | Moto2  | Speed Up | Rit | 14 | 20 | NC | 19 | 23 | 16 | 16 | NE | 18 | 18 | 17 | Rit | 19 | 13 | 12 | 17 | 22 | 9     | 23º  |

| 2014 | Classe | Moto   |    |    |     |    |    |    |   |    |    |    |    |    |     |    |   |    |    |    | Punti | Pos. |
| ---- | ------ | ------ | -- | -- | --- | -- | -- | -- | - | -- | -- | -- | -- | -- | --- | -- | - | -- | -- | -- | ----- | ---- |
| 2014 | Moto2  | Tech 3 | 12 | 10 | Rit | 13 | 26 | 19 | 7 | 16 | 11 | 15 | 20 | 16 | Rit | 14 | 9 | 16 | 12 | 12 | 45    | 18º  |

| 2015 | Classe | Moto           |     |    |    |     |    |    |     |     |    |  |    |    |     |    |   |    |    |    | Punti | Pos. |
| ---- | ------ | -------------- | --- | -- | -- | --- | -- | -- | --- | --- | -- |  | -- | -- | --- | -- | - | -- | -- | -- | ----- | ---- |
| 2015 | Moto2  | Tech 3 e Suter | Rit | 17 | 18 | Rit | 16 | 17 | Rit | Rit | 19 |  | 24 | 10 | Rit | 18 | 6 | 14 | 14 | 19 | 20    | 24º  |

| 2016 | Classe | Moto  |  |  |  |  |  |    |  |  |  |  |  |  |  |  |  |  |  |  | Punti | Pos. |
| ---- | ------ | ----- |  |  |  |  |  | -- |  |  |  |  |  |  |  |  |  |  |  |  | ----- | ---- |
| 2016 | Moto2  | Suter |  |  |  |  |  | 19 |  |  |  |  |  |  |  |  |  |  |  |  | 0     |      |

| 2017 | Classe | Moto                  |    |  |    |    |    |  |  |  |  |  |  |  |  |  |  |  |  |     | Punti | Pos. |
| ---- | ------ | --------------------- | -- |  | -- | -- | -- |  |  |  |  |  |  |  |  |  |  |  |  | --- | ----- | ---- |
| 2017 | Moto2  | Speed Up, KTM e Kalex | 25 |  | 14 | 14 | 13 |  |  |  |  |  |  |  |  |  |  |  |  | Rit | 7     | 29º  |

| Legenda | 1º posto        | 2º posto            | 3º posto            | A punti      | Senza punti        | Grassetto – Pole position Corsivo – Giro più veloce |
| Legenda | Gara non valida | Non qual./Non part. | Ritirato/Non class. | Squalificato | '-' Dato non disp. | Grassetto – Pole position Corsivo – Giro più veloce |